# 예수 성심
예수 성심(영어: Sacred Heart of Jesus, 라틴어: Sacratissimum Cor Jesu)은 기독교에서 인류를 향한 예수 그리스도의 거룩한 사랑을 표현한 것으로써 예수의 심장 내지는 예수의 사랑의 마음에 바치는 가장 훌륭한 종교적 신심이다.
성심에 대한 신심은 로마 가톨릭교회 내에서 가장 대중적인 신심이다. 성심은 특히 인간에 대한 예수 그리스도의 무한한 사랑, 자비, 인내 등을 상징한다. 초대 교회 때부터 중세기를 거치는 동안 주관적 개인적 신심이었던 성심이 교회 축일로 설정되고 공적 공경으로 승격됨으로써 완전한 형태를 갖추게 된 것은 프랑스인 수녀인 성녀 마르가리타 마리아 알라코크가 경험하였던 환시가 계기가 되었다. 예수는 1673년부터 1675년까지 2년 동안 성녀 마르가리타에게 70회나 발현하여 살아 움직이는 자신의 성심을 보여주며 성심에 대한 신심 배양을 촉구하였다고 전해진다.
미술계에서의 성심은 대개 거룩한 빛을 발하며 불타오르는 심장 내지는 창에 꿰뚫린 심장, 가시관을 쓴 심장, 십자가에 매달려 피를 흘리는 심장 등의 모습으로 그려지곤 한다. 또한, 예수가 못자국이 난 손으로 자기 가슴에 환하게 빛나는 심장을 가리키는 모습으로 묘사한 그림도 있다.
로마 가톨릭교회는 매년 6월을 예수 성심 성월로 지정하여 성대히 기념하고 성시간 등 예수 성심을 공경하는 신심행사를 거행하며 예수 성심에 대한 신비를 묵상하도록 장려하고 있다. 지극히 거룩하신 예수 성심 대축일은 지극히 거룩하신 그리스도의 성체 성혈 대축일 다음 금요일에 지키고 있다.

## 같이 보기
- 성모 성심